# Karl-Ernst Ackermann
Karl-Ernst Ackermann (* 23. Januar 1945 in Konstanz) ist ein deutscher Pädagoge.

## Leben
Nach der Promotion zum Dr. phil. 1978 in Köln war er von 1979 bis 1993 Wissenschaftlicher Mitarbeiter an der Universität Köln. Er vertrat eine Professur an der PH Ludwigsburg/Reutlingen (1993–1994). An der Fernuniversität in Hagen lehrte er als Professor von 1994 bis 2002 und von 2002 bis 2011 an der Humboldt-Universität zu Berlin.

## Schriften (Auswahl)
- Übertragung und Verständigung im pädagogischen Umgang am Beispiel einer Unterrichtsstunde. 1979, OCLC 251643438.
- mit Hans-Hermann Groothoff und Johannes Bilstein: Erziehungswissenschaftlicher Unterricht. Didaktische Begründung und methodische Verwirklichung. Limburg 1978, ISBN 3-87962-067-9.
- als Herausgeber mit Markus Dederich: An Stelle des Anderen. Ein interdisziplinärer Diskurs über Stellvertretung und Behinderung. Oberhausen 2011, ISBN 978-3-89896-453-1.
- als Herausgeber mit Reinhard Burtscher, Eduard Jan Ditschek und Werner Schlummer: Inklusive Erwachsenenbildung. Kooperationen zwischen Einrichtungen der Erwachsenbildung und der Behindertenhilfe. Berlin 2012, ISBN 978-3-9815043-0-9.

| Personendaten    | Personendaten         |
| ---------------- | --------------------- |
| NAME             | Ackermann, Karl-Ernst |
| KURZBESCHREIBUNG | deutscher Pädagoge    |
| GEBURTSDATUM     | 23. Januar 1945       |
| GEBURTSORT       | Konstanz              |